# Museo del carbone
Il museo del Carbone è un museo didattico italiano ubicato presso la miniera di Serbariu a Carbonia, in Sardegna.

## Il museo
Il museo, aperto il 3 novembre del 2006, ha sede nei locali della lampisteria (locale adibito alla conservazione delle lampade e di altri materiali infiammabili) dell'ex miniera. La struttura è anche sede del Centro italiano della cultura del carbone (CICC), associazione tra il comune di Carbonia e il Parco geominerario storico ed ambientale della Sardegna, costituita nel febbraio 2006, che gestisce l'intera struttura. All'associazione fa riferimento anche l'intero complesso di strutture della ex miniera di Serbariu, comprendente oltre al museo del carbone quello paleontologico e speleologico intitolato a Édouard-Alfred Martel, l'archivio storico comunale, un centro di ricerca sulle tecnologie legate al carbone della Sotacarbo e altri locali.
Il museo fa parte dell'ERIH (European Route of Industrial Heritage), la rete europea di itinerari di archeologia industriale, e il CICC costituisce uno degli Anchor Points ed è inserito in due European Theme Routes relativi sia all'Industria mineraria che ai Paesaggi industriali.

## Le sale
- Nella lampisteria ha sede l'esposizione permanente sulla storia del carbone, della miniera e della città di Carbonia. Vi si trova inoltre una collezione di lampade da miniera, attrezzi da lavoro, strumenti, oggetti di uso quotidiano, fotografie, documenti, filmati d'epoca e videointerviste ai minatori.
- Nella galleria sotterranea sono mostrate le diverse tecniche di coltivazione del carbone utilizzate a Serbariu dagli anni trenta fino alla cessazione dell'attività, in ambienti fedelmente riallestiti con attrezzi dell'epoca e macchinari ancora in uso in miniere carbonifere attive.
- La sala argani conserva al suo interno l'argano con cui veniva manovrata la discesa e la risalita delle gabbie nei pozzi per il trasporto dei minatori e delle berline vuote o cariche di carbone.

## La miniera di Serbariu
Il sito minerario, attivo dal 1937 al 1964, nel decennio 1947-57 conobbe un drastico ridimensionamento, fino al declino che fu sancito con la chiusura definitiva delle attività nel 1971.